# 시지스몬도 곤차가

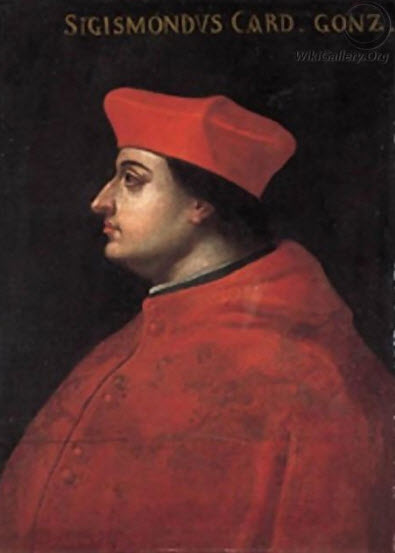
시지스몬도 곤차가

시지스몬도 곤차가(1469년 – 1525년 10월 3일)는 이탈리아 출신의 추기경이다. 그는 페데리코 1세 곤차가의 셋째 아들이다.